# Пангкалан-Брандан — Вампу — Белаван
Пангкалан-Брандан — Вампу — Белаван — газопровідна система на півночі індонезійського острова Суматра.
Ще в XIX столітті на півночі Суматри в районі Медану (наразі 5-те за розмірами місто країни) виявили поклади нафти. Саме з пробуреної тут свердловини почалась історія енергетичного гіганта Royal Dutch Shell. Під час їх розробки отримували попутний газ, крім того, також виявили поклади вільного газу родовища Вампу. Для використання цього ресурсу проклали цілий ряд газопроводів, зокрема:
- дві нитки Пангкалан-Брандан — Вампу довжиною по 52 км та діаметрами 450 мм і 300 мм, здатні сукупно пропускати 3,8 млн м3 на добу;
- лінію Вампу — Белаван довжиною 30 км та діаметром 400 мм із пропускною здатністю 2 млн м3 на добу[1].

У Белавані блакитне паливо використовували для роботи ТЕС Белаван, на якій у 1990-х роках стали до ладу два парогазові блоки. Утім, невдовзі поставки з місцевих родовищ зменшились та не могли задовольнити потреб цього електроенергетичного об'єкта, як наслідок, у 2015 році ввели в дію газопровід Арун — Белаван, що вперше подав ресурс з-за меж меданського регіону.